# Liste des députés de la Martinique

## Révolution française

### Convention nationale
- Joseph Augustin Crassous de Médeuil du 8 octobre 1793 au 26 octobre 1795 (Montagne)
- Michel Fourniols du 14 décembre 1794 au 26 octobre 1795
- Janvier Littée du 5 septembre 1793 au 26 octobre 1795

### Conseil des Cinq-Cents
- Michel Fourniols du 26 octobre 1795 au 20 mai 1798
- Janvier Littée du 26 octobre 1795 au 20 mai 1797

## Deuxième République

### Assemblée nationale constituante
- Pierre-Marie Pory-Papy du 9 août 1848 au 26 mai 1849
- Victor Mazuline du 9 août 1848 au 26 mai 1849
- Cyrille Bissette du 9 août 1848 au 17 octobre 1848
- Victor Schœlcher du 9 août 1848 au 26 mai 1849

### Assemblée nationale législative
- Cyrille Bissette du 3 juin 1849 au 2 décembre 1851 (Parti de l'Ordre)
- François Pécoul du 3 juin 1849 au 2 décembre 1851 (Parti de l'Ordre)

## Troisième République

### Assemblée nationale (1871-1876)
- Victor Schœlcher du 12 mars 1871 au 7 mars 1876 (groupe Extrême Gauche)
- Pierre-Marie Pory-Papy du 8 février 1871 au 27 janvier 1874 (Union républicaine)
- François Marc Godissart du 9 août 1874 au 7 mars 1876 (Gauche républicaine)

### Irelégislature (1876-1877)
- François Marc Godissart du 5 mars 1876 au 25 juin 1877 (Gauche républicaine)

### IIelégislature (1877-1881)
- François Marc Godissart du 28 octobre 1877 au 14 octobre 1881 (Gauche républicaine)

### IIIelégislature (1881-1885)
- Ernest Deproge du 6 mars 1882 au 14 octobre 1885 (Union républicaine)
- Marius Hurard du 18 septembre 1881 au 14 octobre 1885 (Union républicaine)

### IVelégislature (1885-1889)
- Ernest Deproge du 18 octobre 1885 au 14 octobre 1889 (Union républicaine)
- Marius Hurard du 18 octobre 1885 au 14 octobre 1889 (Union républicaine)

### Velégislature (1889-1893)
- Ernest Deproge du 6 octobre 1889 au 14 octobre 1893  (Gauche radicale)
- Marius Hurard du 6 octobre 1889 au 25 avril 1893

### VIelégislature (1893-1898)
- Ernest Deproge du 3 septembre 1893 au 31 mai 1898 (Gauche radicale)
- Georges-Augustin César-Laîné du 3 septembre 1893 au 22 janvier 1898 (Gauche radicale)

### VIIelégislature (1898-1902)
- Osman Duquesnay du 22 mai 1898 au 31 mai 1902 (Gauche radicale)
- Jean-Denis Guibert du 8 mai 1898 au 31 mai 1902 (Gauche radicale)

### VIIIelégislature (1902-1906)
- Homère Clément du 11 mai 1902 au 31 mai 1906 (Groupe radical-socialiste)

### IXelégislature (1906-1910)
- Osman Duquesnay du 6 mai 1906 au 31 mai 1910 (Union républicaine)
- Victor Sévère du 20 mai 1906 au 31 mai 1910 (Groupe radical-socialiste)

### Xelégislature (1910-1914)
- Joseph Lagrosillière du 24 avril 1910 au 31 mai 1914 (Section française de l'Internationale ouvrière jusqu'en juillet 1913)
- Victor Sévère du 24 avril 1910 au 31 mai 1914 (Groupe radical-socialiste)

### XIelégislature (1914-1919)
- Joseph Lagrosillière du 26 avril 1914 au 7 décembre 1919 (Non inscrits)
- Henry Lémery du 26 avril 1914 au 7 décembre 1919 (Union républicaine radicale et socialiste)

### XIIelégislature (1919-1924)
- Fernand Clerc du 14 décembre 1919 au 31 mai 1924 (Parti républicain-socialiste)
- Joseph Lagrosillière du 14 décembre 1919 au 31 mai 1924

### XIIIelégislature (1924-1928)
- Alcide Delmont du 11 mai 1924 au 31 mai 1928 (Républicain-socialiste et socialiste français)
- Victor Sévère du 11 mai 1924 au 31 mai 1928 (Groupe radical-socialiste)

### XIVelégislature (1928-1932)
- Alcide Delmont du 22 avril 1928 au 31 mai 1932 (Indépendants de gauche)
- Ludovic-Oscar Frossard du 22 avril 1928 au 31 mai 1932 (Parti socialiste)

### XVelégislature (1932-1936)
- Alcide Delmont du 1er mai 1932 au 31 mai 1936 (Indépendants de gauche)
- Joseph Lagrosillière du 1er mai 1932 au 31 mai 1936 (Parti socialiste français)

### XVIelégislature (1936-1940)
- Joseph Lagrosillière du 3 mai 1936 au 31 mai 1942 (Union socialiste républicaine)
- Victor Sévère du 3 mai 1936 au 31 mai 1942 (Groupe radical-socialiste)

## Gouvernement provisoire de la République française

### IreAssemblée nationale constituante
- Aimé Césaire du 6 novembre 1945 au 10 juin 1946 (Groupe communiste)
- Léopold Bissol du 21 octobre 1945 au 10 juin 1946 (Groupe communiste)

### IIdeAssemblée nationale constituante
- Aimé Césaire du 11 juin 1946 au 27 novembre 1946 (Groupe communiste)
- Léopold Bissol du 2 juin 1946 au 27 novembre 1946 (Groupe communiste)

## Quatrième République

### Irelégislature (1946-1951)
- Léopold Bissol du 10 novembre 1946 au 4 juillet 1951 (Groupe communiste)
- Aimé Césaire du 28 novembre 1946 au 4 juillet 1951 (Groupe communiste)
- Emmanuel Véry-Hermence du 10 novembre 1946 au 4 juillet 1951 (Groupe socialiste)

### IIelégislature (1951-1955)
- Léopold Bissol du 17 juin 1951 au 1er décembre 1955 (Groupe communiste)
- Aimé Césaire du 5 juillet 1951 au 1er décembre 1955 (Groupe communiste)
- Emmanuel Véry-Hermence du 17 juin 1951 au 1er décembre 1955 (Groupe socialiste)

### IIIelégislature (1956-1958)
- Léopold Bissol du 2 janvier 1956 au 8 décembre 1958  (Groupe communiste)
- Aimé Césaire du 19 janvier 1956 au 8 décembre 1958  (Groupe communiste)
- Emmanuel Véry-Hermence du 2 janvier 1956 au 8 décembre 1958  (Groupe socialiste)

## Cinquième République

### Irelégislature (1958-1962)
- Première circonscription : Emmanuel Véry-Hermence du 30 novembre 1958 au 9 octobre 1962 (Groupe socialiste) - Suppléant : Joseph Pernock
- Deuxième circonscription : Aimé Césaire du 9 décembre 1958 au 9 octobre 1962 (Non inscrit)
- Troisième circonscription : Victor Sablé du 30 novembre 1958 au 9 octobre 1962 (Entente démocratique) - Suppléant : Montlouis Félicité

### IIelégislature (1962-1967)
- Première circonscription : Emmanuel Véry-Hermence du 18 novembre 1962 au 19 juin 1966 (décédé), (Groupe socialiste) ; Joseph Pernock (suppléant) du 20 juin 1966 au 2 avril 1967 (Groupe socialiste)
- Deuxième circonscription : Aimé Césaire du 6 décembre 1962 au 2 avril 1967  (Non inscrit) - Suppléant : Camille Darsières
- Troisième circonscription : Victor Sablé du 25 novembre 1962 au 2 avril 1967 (Rassemblement démocratique) - Suppléant : Donatien Colombe (SFIO)

### IIIelégislature (1967-1968)
- Première circonscription : Camille Petit du 5 mars 1967 au 30 mai 1968 (Union des démocrates pour la République)
- Deuxième circonscription : Aimé Césaire du 3 avril 1967 au 30 mai 1968 (Non inscrit) - Suppléant : Camille Darsières
- Troisième circonscription : Victor Sablé du 12 mars 1967 au 30 mai 1968 (Groupe des Républicains indépendants)

### IVelégislature (1968-1973)
- Première circonscription : Camille Petit du 23 juin 1968 au 1er avril 1973 (Union des démocrates pour la République) - Suppléant : Gérard Telle
- Deuxième circonscription : Aimé Césaire du 11 juillet 1968 au 1er avril 1973 (Non inscrit) - Suppléant : Camille Darsières
- Troisième circonscription : Victor Sablé du 23 juin 1968 au 1er avril 1973 (Groupe des Républicains indépendants) - Suppléant : Jules Sauphanor

### Velégislature (1973-1978)
- Première circonscription : Camille Petit du 4 mars 1973 au 2 avril 1978 (Union des démocrates pour la République) - Suppléant : Albert Joyau
- Deuxième circonscription : Aimé Césaire du 2 avril 1973 au 2 avril 1978 (Non inscrit) - Suppléant : Camille Darsières
- Troisième circonscription : Victor Sablé du 4 mars 1973 au 2 avril 1978 (Groupe des Républicains indépendants) - Suppléant : Athanase Morency

### VIelégislature (1978-1981)
- Première circonscription : Camille Petit du 12 mars 1978 au 22 mai 1981 (Groupe Rassemblement pour la République) - Suppléant : Félix Joachim
- Deuxième circonscription : Aimé Césaire du 3 avril 1978 au 22 mai 1981 (Groupe socialiste)
- Troisième circonscription : Victor Sablé du 12 mars 1978 au 22 mai 1981 (Groupe Union pour la démocratie française) - Suppléant : Claude Adenet-Louvet

### VIIelégislature (1981-1986)
- Première circonscription : Camille Petit du 2 juillet 1981 au 1er avril 1986 (Groupe Rassemblement pour la République)
- Deuxième circonscription : Aimé Césaire du 2 juillet 1981 au 1er avril 1986 (Groupe socialiste)
- Troisième circonscription : Victor Sablé du 2 juillet 1981 au 1er avril 1986 (Non-inscrit)

### VIIIelégislature (1986-1988)
- Aimé Césaire du 2 avril 1986 au 14 mai 1988 (Groupe socialiste)
- Maurice Louis-Joseph-Dogué du 2 avril 1986 au 14 mai 1988 (Groupe socialiste)
- Jean Maran du 2 avril 1986 au 14 mai 1988 (Groupe Union pour la démocratie française)
- Michel Renard du 2 avril 1986 au 14 mai 1988 (Groupe Rassemblement pour la République)

### IXelégislature (1988-1993)
- Première circonscription : Guy Lordinot du 13 juin 1988 au 1er avril 1993 (Groupe socialiste) - Suppléant : Henry Eugène
- Deuxième circonscription : Claude Lise du 13 juin 1988 au 1er avril 1993 (Groupe socialiste) - Suppléant : Auguste Armet
- Troisième circonscription : Aimé Césairedu 6 juin 1988 au 1er avril 1993  (Groupe socialiste)
- Quatrième circonscription : Maurice Louis-Joseph-Dogué du 13 juin 1988 au 1er avril 1993 (Groupe socialiste) - Suppléant : Olga Delbois

### Xelégislature (1993-1997)
- Première circonscription : Anicet Turinay du 2 avril 1993 au 21 avril 1997 (Groupe Rassemblement pour la République)
- Deuxième circonscription : Pierre Petit du 2 avril 1993 au 21 avril 1997 (Groupe Rassemblement pour la République)
- Troisième circonscription : Camille Darsières du 2 avril 1993 au 21 avril 1997 (Groupe socialiste)
- Quatrième circonscription : André Lesueur du 2 avril 1993 au 21 avril 1997 (Groupe Rassemblement pour la République)

### XIelégislature (1997-2002)
- Première circonscription : Anicet Turinay du 1er juin 1997 au 18 juin 2002 (apparenté au groupe Rassemblement pour la République) - Suppléant : Michel Thalmency
- Deuxième circonscription : Pierre Petit du 1er juin 1997 au 18 juin 2002 (Groupe Rassemblement pour la République)
- Troisième circonscription : Camille Darsières du 1er juin 1997 au 18 juin 2002  (apparenté au groupe socialiste) - Suppléant : Jean-Claude Duverger
- Quatrième circonscription : Alfred Marie-Jeanne du 1er juin 1997 au 18 juin 2002 (Non-inscrit) - Suppléant : Vincent Duville

### XIIelégislature (2002-2007)
- Première circonscription : Louis-Joseph Manscour du 19 juin 2002 au 19 juin 2007 (Groupe socialiste) - Suppléant : Athanase Jeanne-Rose
- Deuxième circonscription : Alfred Almont du 19 juin 2002 au 19 juin 2007 (Groupe UMP) - Suppléante : Jenny Dulys
- Troisième circonscription : Pierre Samot du 19 juin 2002 au 27 février 2003 (Non-inscrit) ; Philippe Edmond-Mariette (suppléant) du 2 juin 2003 au 19 juin 2007 (Non-inscrit)
- Quatrième circonscription : Alfred Marie-Jeanne du 19 juin 2002 au 19 juin 2007 (Non-inscrit) - Suppléant : Vincent Duville

### XIIIelégislature (2007-2012)
- Première circonscription : Louis-Joseph Manscour du 20 juin 2007 au 19 juin 2012 (Groupe socialiste) - Suppléant : Athanase Jeanne-Rose
- Deuxième circonscription : Alfred Almont du 20 juin 2007 au 19 juin 2012 (Groupe UMP) - Suppléante : Jenny Dulys
- Troisième circonscription : Serge Letchimy du 20 juin 2007 au 19 juin 2012 (apparenté au groupe socialiste, radical et citoyen et divers gauche) - Suppléant : Thierry Fondelot
- Quatrième circonscription : Alfred Marie-Jeanne du 20 juin 2007 au 19 juin 2012 (Gauche démocrate et républicaine) - Suppléant : Louis-Félix Duville

### XIVelégislature (2012-2017)
| Circonscription     | Député                 | Suppléant(e)     | Parti         | Groupe parlementaire               |
| ------------------- | ---------------------- | ---------------- | ------------- | ---------------------------------- |
| 1re circonscription | M. Alfred Marie-Jeanne | Virginie Mian    | MIM           | Gauche démocrate et républicaine   |
| 2e circonscription  | M. Bruno Nestor Azérot | Joachim Bouquéty | divers gauche | Gauche démocrate et républicaine   |
| 3e circonscription  | M. Serge Letchimy      | Didier Laguerre  | PPM           | Socialiste, républicain et citoyen |
| 4e circonscription  | M. Jean-Philippe Nilor | Stéphanie Norca  | MIM           | Gauche démocrate et républicaine   |

### XVelégislature (2017-2022)
| Circonscription     | Député                                   | Suppléant(e)             | Parti | Parti | Groupe parlementaire             | Autre mandat                           |
| ------------------- | ---------------------------------------- | ------------------------ | ----- | ----- | -------------------------------- | -------------------------------------- |
| 1re circonscription | Josette Manin                            | Jiovanny William         |       | BPM   | Nouvelle Gauche                  |                                        |
| 2e circonscription  | Bruno Nestor Azerot                      | Manuéla Kéclard-Mondésir |       | DVG   | Gauche démocrate et républicaine | Maire de Sainte-Marie                  |
| 2e circonscription  | Manuéla Kéclard-Mondésir (2018)          | —                        |       | DVG   | Gauche démocrate et républicaine |                                        |
| 3e circonscription  | Serge Letchimy (démission le 01/07/2021) | Didier Laguerre          |       | PPM   | Nouvelle Gauche                  |                                        |
| 4e circonscription  | Jean-Philippe Nilor                      | Anne Berisson            |       | MIM   | Gauche démocrate et républicaine | Conseiller à l'Assemblée de Martinique |

Le poste de député de Serge Letchimy est vacant entre le 1er juillet 2021 et le 1er juin 2022. En effet, Serge Letchimy a démissionné pour occuper la fonction de président du Conseil exécutif de Martinique qui est incompatible avec le mandat de député .

### XVIelégislature (2022-2024)
| Circonscription     | Député              | Parti | Parti    | Groupe parlementaire                                            | Suppléant(e)          | Autre mandat                                                            |
| ------------------- | ------------------- | ----- | -------- | --------------------------------------------------------------- | --------------------- | ----------------------------------------------------------------------- |
| 1re circonscription | Jiovanny William    |       | SE (DVG) | Gauche démocrate et républicaine - Nupes                        | Jean, Alain Lanoix    | Conseiller municipal du Robert                                          |
| 2e circonscription  | Marcellin Nadeau    |       | Péyi-A   | Gauche démocrate et républicaine - Nupes                        | Cynthia Yerro         | Conseiller municipal du Prêcheur Conseiller à l'Assemblée de Martinique |
| 3e circonscription  | Johnny Hajjar       |       | PPM      | Groupe Socialistes et apparentés, membre de l'intergroupe Nupes | Bénédicte Di Géronimo | Adjoint au maire de Fort-de-France                                      |
| 4e circonscription  | Jean-Philippe Nilor |       | Péyi-A   | Groupe La France insoumise                                      | Anne Berisson         | Conseiller à l'Assemblée de Martinique                                  |

### XVIIelégislature (depuis 2024)
| Circonscription     | Député              | Parti | Parti    | Groupe parlementaire                          | Suppléant(e)       | Autre mandat                                                            |
| ------------------- | ------------------- | ----- | -------- | --------------------------------------------- | ------------------ | ----------------------------------------------------------------------- |
| 1re circonscription | Jiovanny William    |       | SE (DVG) | app. Socialistes et apparentés                | Jean, Alain Lanoix | Conseiller municipal du Robert                                          |
| 2e circonscription  | Marcellin Nadeau    |       | Péyi-A   | Gauche Démocrate et Républicaine              | Cynthia Yerro      | Conseiller municipal du Prêcheur Conseiller à l'Assemblée de Martinique |
| 3e circonscription  | Béatrice Bellay     |       | FSM      | Socialistes et apparentés                     | Nadia Chonville    |                                                                         |
| 4e circonscription  | Jean-Philippe Nilor |       | Péyi-A   | La France insoumise - Nouveau Front Populaire | Anne Berisson      | Conseiller à l'Assemblée de Martinique                                  |

## Femmes députées de l'histoire de la Martinique
- Josette Manin est en 2017, la première femme élue au suffrage universel députée de l'histoire de la Martinique[2].

Le 23 avril 2018, Manuéla Kéclard-Mondésir, suppléante du député Bruno Nestor Azérot devient la deuxième femme député de la Martinique après la démission de ce dernier pour respecter la loi sur le non cumul des mandats.
Le 6 juillet 2024, Béatrice Bellay est élue députée de la 3e circonscription de la Martinique. C'est la troisième femme députée de l'histoire de la Martinique.
- Catherine Néris et Madeleine de Grandmaison sont de 2007 à 2009 les deux premières femmes députée européenne de l'histoire de la Martinique.

## Les députés européens de l'histoire de la Martinique
- Victor Sablé;  de 1979 à 1984. Il est en 1979, le premier martiniquais de l'histoire élu au parlement européen[3].
- Jean Crusol;  de 1988 à 1989
- Catherine Néris; de 2007 à 2009
- Madeleine de Grandmaison; de 2007 à 2009
- Louis-Joseph Manscour; de 2014 à 2019
- Max Orville; de 2022 à 2024